# Praslity
Praslity (niem. Altkirch) – wieś w Polsce, położona w województwie warmińsko-mazurskim, w powiecie olsztyńskim, w gminie Dobre Miasto. Wieś znajduje się w historycznym regionie Warmia.
W latach 1975–1998 miejscowość należała administracyjnie do województwa olsztyńskiego.

## Historia
Wieś została lokowana w komornictwie dobromiejskim przez biskupa warmińskiego Jana Stryprocka 6 października 1361 roku. Jej zasadźcą był Jan z Łajs, pierwszy sołtys Olsztyna. 

## Nazwa
Dawna polska nazwa miejscowości to Praślity.
1 lipca 1947 r. nadano miejscowości polską nazwę Praslity.